# Dolmen le Grès de Linas
Le Grès de Linas, appelé aussi dolmen de Thionville, est un dolmen situé sur la commune de Congerville-Thionville, dans le département de l'Essonne.

## Historique
En 1864, M. de Boisvillette signale deux dolmens, le second, le mieux conservé, ayant été détruit peu de temps après. Le dolmen est proposé au classement au titre des monuments historiques dès 1887 mais celui-ci n'intervient qu'en 1970.

## Description
Le dolmen est ruiné. Il ne comporte plus qu'une table de couverture en grès et deux orthostates en calcaire. La table (en grès) mesure 2,50 m de long sur 2 m de large et environ 37 cm d'épaisseur.
Les fouilles menées par Maudemain au début du XXe siècle auraient permis de découvrir deux crânes et plusieurs ossements humains, des silex taillés dont un gros percuteur et un polissoir portatif. L'ensemble de ce matériel archéologique est désormais perdu.